# Acción Electoral Solidaridad
La Acción Electoral Solidaridad (en polaco: Akcja Wyborcza Solidarność, AWS) fue el principal partido político conservador de Polonia. Fue fundado en 1997. Solidaridad-Alianza Democrática de la Derecha era una coalición de los partidos de derecha: Unión Cristiana Nacional (Zjednoczenie Chrześcijańsko-Narodowe), Convergencia del Centro (Porozumienie Centrum), Democracia Cristiana (Chrześcijańska Demokracja) y Partido Conservador-Popular (Stronnictwo Konserwatywno-Ludowe).
El partido Acción Electoral Solidaridad estaba formado por Marian Krzaklewski. Una coalición entre Acción Electoral Solidaridad y Alianza de la Libertad (Unia Wolności) ha gobernado Polonia entre 1997 a 2000.
El presidente de la Acción Electoral Solidaridad fue Marian Krzaklewski (1997-2000). Luego en 2001 el presidente de la Acción Electoral Solidaridad fue Jerzy Buzek
En el 2001 el partido se desolvió. Ahora sus miembros militan en Plataforma Cívica (Platforma Obywatelska) y Ley y Justicia (Prawo i Sprawiedliwość)

## Resultados electorales
| Fecha | Candidato          | Votos          | %                | Escaños en Sejm | Escaños en Senat | Estatus   |
| ----- | ------------------ | -------------- | ---------------- | --------------- | ---------------- | --------- |
| 1997  | Marian Krzaklewski | 4.427.373 (#1) | \| \| 33,83 % \| | 201/460         | 51/100           | Coalición |
|       | 33,83 %            |                |                  |                 |                  |           |